# Pseudatteria analoga
Pseudatteria analoga är en fjärilsart som beskrevs av Obraztsov 1966. Pseudatteria analoga ingår i släktet Pseudatteria och familjen vecklare. Inga underarter finns listade i Catalogue of Life.